# Sarcophanops
Genre
Sarcophanops est un genre de passereaux de la famille des Eurylaimidae. Ses espèces ont souvent été incluses dans le genre Eurylaimus. Les deux espèces de ce genre sont endémiques des Philippines.

## Liste d'espèces
D'après la classification de référence (version 5.2, 2015) du Congrès ornithologique international (ordre phylogénique) :
- Sarcophanops steerii – Eurylaime de Steere
- Sarcophanops samarensis – Eurylaime de Samar